# Ludmilla
Ludmilla Oliveira da Silva, coneguda monònimament com a Ludmilla   (Duque de Caxias, 24 d'abril de 1995), és una cantant, compositora, multiinstrumentista, actriu, empresària i presentadora de televisió brasilera. És la primera cantant negra llatinoamericana a assolir 1 bilió de reproduccions a Spotify.
Va començar a cantar amb vuit anys a les festes de pagode de la família i a partir d'aquí va passar a penjar vídeos a YouTube, on la seva cançó «Fala Mal de Mim» es va viralitzar el 2012. Llavors havia adoptat el nom artístic de MC Beyoncé com a homenatge a la cantant estatunidenca homònima. Tanmateix, per motius de drets d'autor va abandonar-lo pel seu nom real. El seu àlbum de debut Hoje va ser llançat el 2013 pel segell Warner Music Brasil amb els senzills «Sem Querer», «Hoje» i «Te Ensinei Certin». El segon, A Danada Sou Eu, va arribar el 2016 amb uns quants senzills que van tenir força succés radiofònic, com ara «Bom», «Sou Eu» i «Cheguei», i li va merèixer la nominació al Grammy Llatí al Millor Àlbum Pop Contemporani en Portuguès. Va publicar el 2019 el primer àlbum en directe, titulat Hello Mundo, que conté els temes «Favela Chegou», «Invocada» i «A Boba Fui Eu». Se'n va fer una versió d'estudi l'agost del mateix any. El 2021, va treure un segon disc en directe, Numanice: Ao Vivo, gravat a Pão de Açúcar. A continuació, van sortir el seu quart àlbum d'estudi, Numanice 2 (2022), pel qual va rebre el Grammy Llatí al Millor Àlbum de Samba/Pagode, i el tercer en directe, Numanice 2: Ao Vivo (2022), enregistrat al Museu do Amanhã, a la ciutat de Rio de Janeiro.
Ludmilla ha estat nominada dues vegades als Grammy Llatins, quatre vegades als Premi de Música Europea MTV al Millor Artista Brasiler, moltes altres al Premi Multishow de Música Brasilera i també una al premi Melhores do Ano del programa Domingão do Faustão.

## Vida primerenca
Va néixer i va créixer en diversos barris de Duque de Caxias, una ciutat ubicada a la regió de la Baixada Fluminense, a l'estat de Rio de Janeiro. La seva mare és Silvana Sales Oliveira. En canvi, el pare, Luiz Antônio Silva, va abandonar-la tot just nata, així que va ser criada per la mare amb ajuda de l'àvia, l'expadrastre i l'oncle. Conta que no ha tingut més contacte amb son pare des de la infantesa. Segons la mare, quan Ludmilla tenia amb prou feines un mes i mig, ell va ser empresonat, amb la qual cosa van passar moltes dificultats per a sobreviure, i ella fins i tot va passar fam per a podeir proveir-li aliment a ella. Fins als dotze anys de Ludmilla, Silvana treballava ballant samba en sales de concert i escoles de samba. Té dos mig germans menors, nascuts de dos casaments posteriors de sa mare: Luane Oliveira Alves (n. 1998) i Yuri Oliveira dos Santos (n. 2006). Tots dos són estudiants i no tenen pensat perseguir una carrera artística.
Ella ja cantava amb vuit anys a les reunions familiars, juntament amb el grup de pagode del seu expadrastre, i és aleshores que es van adonar del seu potencial en el món de la música. El 2012, va començar a penjar cançons pròpies a la plataforma de vídeos YouTube, on era coneguda com a MC Beyoncé, nom inspirat per la cantant estatunidenca Beyoncé, de qui era molt fanàtica. En aquesta època es va mudar a Rio de Janeiro amb el seu nucli familiar per a facilitar-li el desplaçament als xous on actuava.

## Carrera

### 2012–2013: Inici

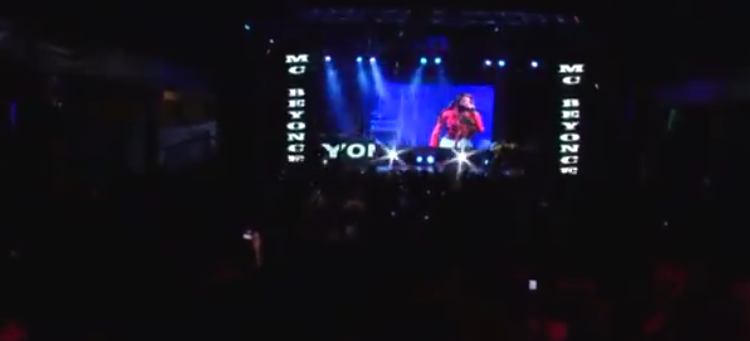
Ludmilla en un concert del 2013.

La partida de la carrera de Ludmilla es remunta als vídeos que penjava a la plataforma de vídeos YouTube cantant, però no obtenien gaires visualitzacions. El seu rumb va canviar el dia que, en una festa, el barista va demanar un voluntari que cantés, ella va ser l'única a fer-se notar i va ser aclamada pel públic de la reunió. Els organitzadors de festes van començar a trucar-li per a cantar en diversos esdeveniments socials. El seu oncle va presentar-la al mestre de cerimònies i empresari Roba Cena, que feia produccions de funk carioca. Així, el maig del 2012 va gravar la cançó «Fala Mal de Mim», que va superar 4 milions de visualitzacions a YouTube en un sol any.
Des d'aquell moment, va prendre MC Beyoncé com a nom artístic, va circular per sales de concert d'arreu del país i va participar en uns quants programes de televisió. Nogensmenys, el 6 de juliol del 2013 va revelar que havia estat amenaçada pel seu gestor, MC Roba Cena, i va anunciar en un vídeo que abandonaria el cant. Malgrat tot, al cap d'unes hores va enregistrar un segon vídeo al·legant que el primer havia estat fruit d'un malentès i que persistiria com a activa en el món de la música, sols que sota el seu nom real, atès que el de MC Beyoncé pertanyia legalment a Roba Cena. La ruptura professional entre tots dos va ser amigable: Ludmilla va complir amb l'agenda d'espectacles programats fins al juliol d'aquell any i el cas no va ser mai dut a la justícia.

### 2014–2015:Hoje

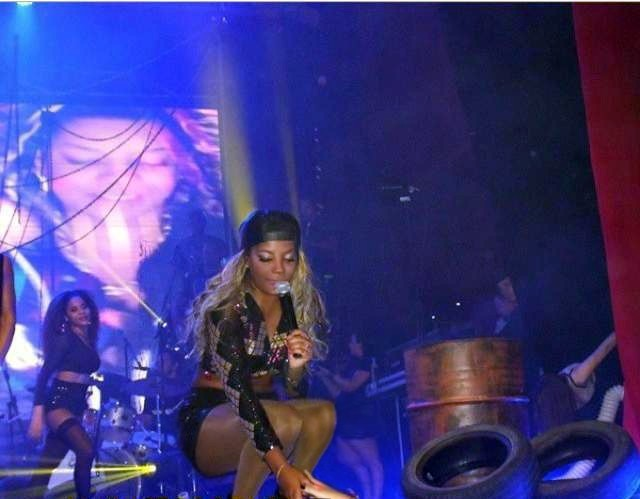
Ludmilla a Santos el 2015.

El 2014, va signar amb el segell discogràfic Warner Music Brasil. El 14 de gener d'aquell any, va llançar com a MC Ludmilla el senzill «Sem Querer», el primer amb aquest nom. El videoclip oficial va sortir l'endemà. Amb el temps, va passar a emprar Ludmilla a seques; va representar una decisió estratègica per a ella, que va veure que el mercat musical tenia prejudicis envers els mestres de cerimònies. Aquesta nova fase en la seva carrera va comportar la incorporació de setze professionals entre instrumentistes, ballarins, discjòquei i tècnic de so, a més de dos estilistes personals i dues assessores. També formaven part de l'equip sa mare i l'oncle, que era empresari. El seu sou es va triplicar respecte de l'època en què es presentava com a MC Beyoncé i va arribar a fer trenta xous al mes.
El primer àlbum d'estudi de Ludmilla, Hoje, va sortir al mercat el 26 d'agost del 2014 a través de Warner Music i van col·laborar-hi els cantants Belo i Buchecha. Al juny, va publicar-se la cançó homònima amb el respectiu videoclip. Endemés, el febrer del 2015 va informar per xarxes socials que hi hauria un tercer videoclip, «Te Ensinei Certin». El juny següent, va arribar el senzill «Não Quero Mais», el videoclip del qual trigaria un mes extra. La cançó «24 Horas por Dia» va ser llançada el 15 d'octubre del 2015 a les ràdios brasileres com a cinquè i últim senzill del disc, però el videoclip no va ser carregat a YouTube fins al desembre. Notòriament va aconseguir un 46è lloc en la llista Brasil Hot 100 Airplay i una de les 10 posicions més altes en diferents rànquings de cadenes de ràdio de tot Brasil.

### 2016–2018:A Danada Sou Eu

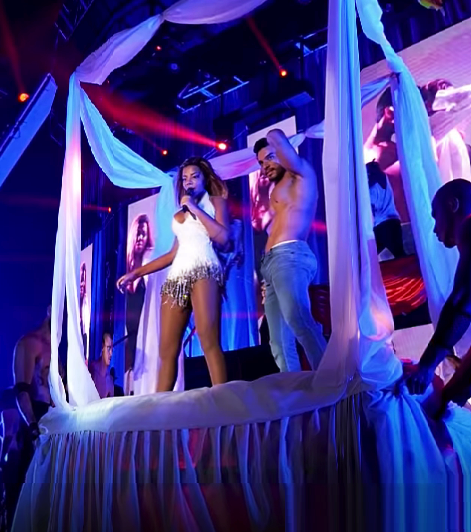
Ludmilla en un concert del 2016.

Al començament del 2016, va col·laborar en la cançó «Não Me Toca» de Zé Felipe, així com en el primer senzill oficial de DJ Tubarão al Brasil, «Sem Noção». De la mateixa manera, a l'abril va publicar «Melhor Assim» amb la participació de Biel. Malgrat que el segon àlbum d'estudi de l'artista, A Danada Sou Eu, estava previst per al maig del 2016, la publicació es va endarrerir fins al 21 d'octubre d'aquell any, novament a través de Warner Music Brasil. Hi van contribuir Filipe Ret, Jeremih i Gusttavo Lima. El primer senzill, «Bom», va obtenir força popularitat com a tema R&B, la qual cosa va generar elogis de la crítica. Els altres senzills són «Sou Eu», «Cheguei» i «Tipo Crazy».
A l'inici del 2017, Ludmilla va formar part del senzill «Você Gosta Assim» de la cantant Gabily i del remix de «Otra Vez» del duo porto-riqueny Zion & Lennox. A novembre, va participar en el remix de «Rainha», del portuguès Virgul. El febrer del 2018, va treure el senzill «Solta a Batida», a més del tema «Só Vem», de què Thiaguinho va convidar-la a prendre part. A l'abril, va llançar el senzill «Não Encosta» amb el canal KondZilla. Al juny, després de tenir molt de ressò una publicació a les xarxes socials en la qual la cantava a cappella, va gravar i fer pública la cançó «Din Din Din», seguida per «Jogando Sujo» el mes següent, amb un videoclip futurista. A l'agost, va sortir al mercat «Meu Baile», un senzill del productor musical Papatinho en què estava inclosa juntament amb Maejor, tal com ho va estar a les cançons d'aquell setembre «Batom» de MC Kekel i «Tô Fechado com Ela» d'Ávine Vinny. A l'octubre, va fer part de les cançons «Não Vou Parar» del grup Funtastic i «OMG» de Maejor. A novembre, va ser llançada «Clichê», una col·laboració de la cantant amb Felipe Araújo.

### 2019–2020:Hello MundoiNumanice
El gener del 2019, va col·laborar amb la dupla de sertanejo Simone & Simaria en el tema «Qualidade de Vida». El 15 de febrer, va gravar el primer videoàlbum de la seva carrera, Hello Mundo, a la Jeunesse Arena de Rio de Janeiro. El primer senzill del projecte va ser «Favela Chegou», una cançó amb Anitta com a suport vocal. El disc va ser llançat oficialment el 31 de maig del 2019. També hi van participar Jão, Simone & Simaria, Ferrugem i Léo Santana. A l'abril, va formar part del tema «Onda Diferente» amb Snoop Dogg i Papatinho, que va incloure's a l'àlbum Kisses de la mateixa Anitta. Entre l'abril i el juliol, va fer acte de presència a l'espai Show dos Famosos del programa Domingão do Faustão, en què es va consagrar campiona ex aequo amb el cantant Di Ferrero.
El juny del 2019, va publicar la cançó «Melhor pra Mim». El mes posterior, va estar entre els intèrprets dels senzills, «Um Pôr do Sol na Praia» amb Silva i «Sol das Seis» amb Leo Chaves. A l'agost, va ser l'artista convidada de «Malokera», cançó de MC Lan feta juntament amb el productor Skrillex, el raper Ty Dolla $ign i el DJ TroyBoi. A setembre, va acompanyar el DJ Lindão en el senzill «Olhei Gostei». A l'octubre, va cantar a la VIII edició del festival Rock in Rio al Palco Sunset amb Fernanda Abreu i Buchecha en homenatge als 30 anys de funk carioca. El mateix mes, va llançar «Um Certo Alguém», regravació de Lulu Santos, per a la telenovel·la de TV Globo Bom Sucesso. Encara a l'octubre, va signar un contracte amb la discogràfica Roc Nation, que es faria càrrec de la gestió internacional del seu projecte musical. Al final del novembre, Ludmilla va publicar la cançó «Verdinha».
Havent estat guardonada com la cantant de l'any al Premi Multishow de Música Brasilera el desembre del 2019, va gravar un EP de pagode de sis cançons, quatre de les quals inèdites i escrites per ella, per petició dels seus fans. El març del 2020, van sortir a Spotify dos senzills d'aquest estil: una versió de «Faz uma Loucura por Mim», èxit d'Alcione, i «A Boba Fui Eu», que formava part del seu àlbum anterior, Hello Mundo. El seu EP de pagode Numanice va ser llançat el 24 d'abril del 2020 i tots els temes que el formaven van debutar al Top 200 Brasil de Spotify. El 2020, també va tornar-se la primera cantant negra llatinoamericana a assolir 1 bilió de reproduccions a Spotify.

### 2021–present:Lud Sessions,Numanice #2iVilã
La versió en directe de l'EP Numanice (2020), titulada Numanice (Ao Vivo), va ser llançada el 29 de gener del 2021, amb la participació d'artistes com ara Thiaguinho, Bruno Cardoso i el grup Vou pro Sereno. El 28 del maig, la cantant va treure la primera part del projecte acústic Lud Sessions amb el raper Xamã. La segona, acompanyada de Gloria Groove, data del 14 de juliol.
Més tard, el 26 de gener del 2022, es va començar a comercialitzar Numanice #2, el seu quart àlbum d'estudi, pel qual va rebre el Grammy Llatí al Millor Àlbum de Samba/Pagode. El va seguir l'EP Back to Be el 23 de març. La tercera Lud Session, aquesta amb Luísa Sonza, va ser publicada el 30 de juny del 2022. Així, el 23 d'agost va oferir a l'audiència un tercer àlbum en directe, Numanice 2: Ao Vivo, gravat al Museu do Amanhã de Rio.
Al Carnaval de Rio de Janeiro del 2023, Ludmilla va debutar com a intèrpret de samba-enredo participant en la desfilada de l'escola de samba Beija-Flor amb el veterà Neguinho da Beija-Flor, a més de comandar un bloc propi, Fervo da Lud. El mateix any, va llançar el doblet de senzills «Sou Má» i «Nasci Pra Vencer», que formen part del seu cinquè àlbum d'estudi Vilã, publicat el 24 de març. També va col·laborar amb Emilia Mernes en la cançó «No Se Ve», cantada en castellà i portuguès. El tema es va viralitzar a TikTok, va arribar a encapçalar al rànquing setmanal de Los 40 a escala panhispànica i va entrar en altres llistes de música internacionals, com la Global Top 200 de Spotify i la Global 200 Excluding US de Billboard. Com a tal, va obtenir més de 350 milions de reproduccions en les principals plataformes musicals, així com disc d'or i d'argent a diferents països, com l'Argentina i Espanya. A més a més, va ser una de les primeres cançons a tenir videoclip a Reels.
El 2024, va fer un concert de 45 minuts al festival Coachella. Va presentar-se amb una nota de veu gravada per Beyoncé, la seva ídola, i hi va citar la política Erika Hilton dient: «Això és casa meva i a casa meva no toleraré odi de cap mena». Ludmilla va declarar que sentia que la visibilitat obtinguda al Coachella l'ajudaria a impulsar internacionalment la seva carrera artística.

## Estil

### Gènere i veu

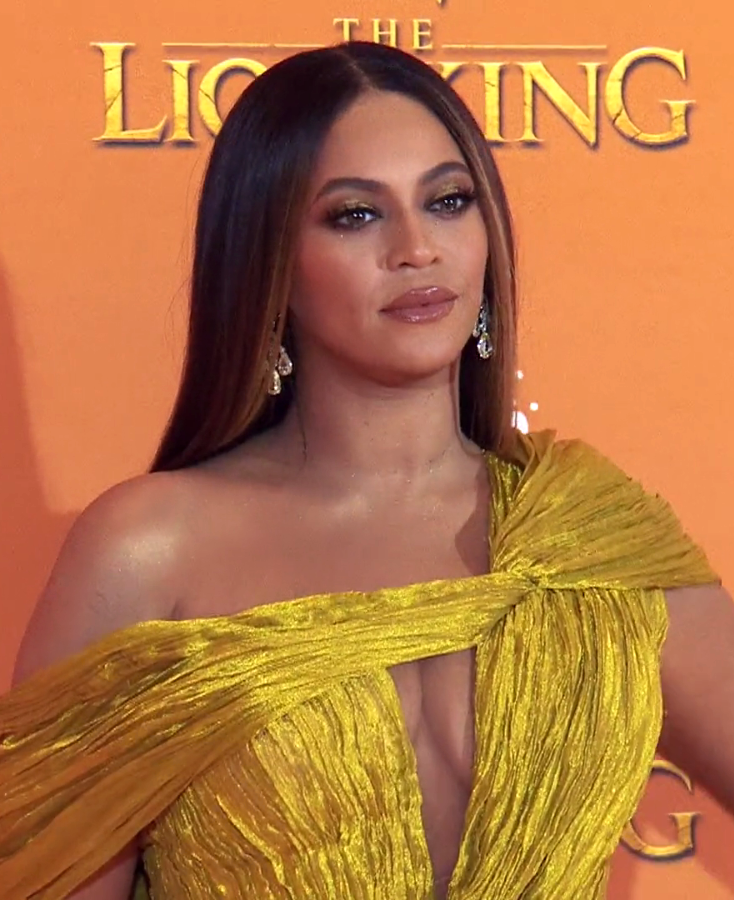
Beyoncé és la influència més gran de Ludmilla.

El gènere musical en què es tendeix a classificar Ludmilla és funk carioca. Així i tot, al llarg de la carrera professional ha explorat altres gèneres, com el pop, l'R&B, el reggaeton, l'axé, l'afrobeat, el pagode, el pagode de Bahia i el trap.
Pel seu rang vocal és considerada mezzosoprano. Del cant de Ludmilla destaca l'agilitat vocal, atès que és capaç d'executar melismes de dificultat considerables amb poc escalfament; a més, és apta per a la tècnica de la veu mixta.

### Influències
«Jo vinc d'on ve ella. Ella tampoc era ningú, li van tancar la porta als morros més d'una vegada; però ella hi va posar el coll i això em va donar molta força i inspiració per a perseguir els meus somnis també.» 
Ludmilla cita com a influència primordial la cantant estatunidenca Beyoncé. La va conèixer ullant CD en una fira, mentre els seus pares menjaven pastís, i va sentir admiració genuïna per la coreografia i la veu de l'artista. Des d'aquell episodi, es va tornar gairebé una obsessió per a ella, fins al punt d'homenatjar-la amb el seu primer nom artístic, MC Beyoncé. El 2019, va incloure una versió de la cançó «Halo» a l'àlbum Hello Mundo amb el mateix fi. També l'han inspirada SZA, Kehlani i Rihanna.

## Vida personal i política

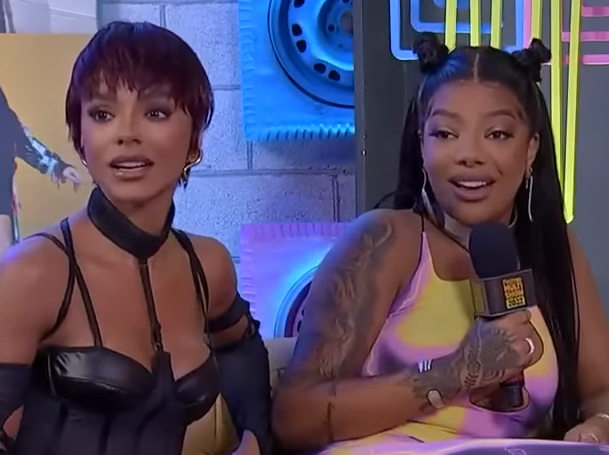
Ludmilla amb Brunna Gonçalves.

Pel que fa al seu vessant personal, Ludmilla és bisexual i ha estat en relacions tant amb hòmens com amb dones. Se li coneix un afer sentimental amb el futbolista Gabriel Jesus i, des del l'octubre del 2018 ençà, la seva parella és la ballarina Brunna Gonçalves, amb qui va contraure matrimoni el 16 de desembre del 2019. No professa cap religió i en matèria de vinculació política s'ha declarat obertament antiracista i feminista. De fet, en les eleccions generals del 2022 al Brasil va afavorir i promoure la candidatura de Luiz Inácio Lula da Silva.

### Racisme
Durant la celebració de carnaval del 2016, mentre desfilava a Rio de Janeiro, la socialité Val Marchiori va proferir comentaris racistes sobre la cantant: va comparar els seus cabells amb un fregall Bombril. Per consegüent, va denunciar Marchiori i el juny del 2016 la Justícia de l'Estat de Rio de Janeiro va condemnar-la a indemnitzar Ludmilla amb 10 mil reals, però ella va recórrer la decisió. El setembre del 2019, la socialité va comentar en una entrevista que se l'havia trobada a Angra dos Reis i l'havia ignorada.
La tarda del 23 de maig del 2016, la cantant es dirigida cap a la Delegació de Repressió Contra Crims d'Informàtica (DRCI) per a fer constar que un home li havia adreçat retrets racistes en una xarxa social. Segons el responsable del cas, el sospitós, un home de 31 anys que ja tenia registre policial per temptativa d'homicidi, seria cridat a declarar aquella setmana mateix. Mitjançant el perfil amb què havia ofès l'acusora, l'home en qüestió va publicar unes disculpes tot considerant que «tot havia estat un malentès».
El gener del 2017, Marcão do Povo, llavors apresentador del programa Balanço Geral de RecordTV, va aludir a Ludmilla com una «macaca». En concret, tot comentant els rumors que deien que a ella no li agradava fer-se fotografies amb els fans, va exclamar: «És una cosa que no s'entén si era pobra i macaca. Pobra, però pobra de debò». De seguida, va provar de corregir-se: «Jo també era pobre i macaco, això deia als meus amics. Avui puc dir que soc ric de salut, gràcies a Déu». Per la seva banda, ella va declarar que el denunciaria per racisme. Després dels fets, Marcão va ser acomiadat, cosa que l'emissora va comunicar de la següent manera: «La cadena RecordTV vol fer públic que lamenta els perjudicis causats a la cantant Ludmilla, la seva família i els seus fans motivats per un comentari fet pel presentador Marcão al Balanço Geral al Districte Federal. L'emissora repudia qualsevol acte d'aquesta naturalesa i afirma que aquesta mena de conducta no segueix la línia editorial del nostre periodisme. Per això, la Record TV Brasília ha optat per rescindir el contracte del presentador Marcão».
L'octubre del 2019, Ludmilla va fer història al Prêmio Multishow de Música Brasileira en tornar-se la primera cantant negra a vèncer en la categoria de millor cantant femenina en més de 25 anys de guardó. A mesura que anava cap a l'escenari a rebre el premi, va ser novament anomenada «macaca». Més tard, l'artista es va posicionar fermament a les xarxes sociais i va qüestionar fins quan els negres haurien de sofrir aquesta classe d'atacs.

### Concert per al dictador de Guinea Equatorial
El 25 de juny del 2018, Ludmilla va confirmar que faria un concert privat a Guinea Equatorial. La premsa brasilera va informar que l'espectacle, en què també va participar la cantant Lexa, era per l'aniversari del príncep, el fill de Teodoro Obiang Nguema Mbasogo. Aquest és considerat un dictador i conegut per liderar un dels règims més repressius del Segon Món segons Freedom House.
Arran de la repercussió negativa de la notícia, l'artista inicialment va negar que o el xou fos per a Teodoro, però tampoc va voler revelar el nom del contractador. Més endavant, a l'agost, en una entrevista per al programa televisiu TV Fama, va parlar sobre la polèmica, tot i que va al·legar no conèixer el president dictatorial de Guinea Equatorial.

## Discografia
| Àlbums d'estudi - Hoje (2014) - A Danada Sou Eu (2016) - Hello Mundo (2019) - Numanice 2 (2022) - Vilã (2023) | Àlbums en directe - Hello Mundo: Ao Vivo (2019) - Numanice: Ao Vivo (2021) - Numanice 2: Ao Vivo (2022) | EP - MC Beyoncé (2012) - Fala mal de mim (2014) - Numanice (2020) - Back to Be (2022) |

## Gires
- Turnê Poder da Preta (2015–16)[123]
- Turnê Danada (2017–2018)[6]
- Hello Mundo Tour (2019–20)
- Turnê Numanice (2021–present)

### Blocs de carnaval
- Frevo da Lud (2018–present)[124]

## Filmografia

### Televisió
| Any          | Títol                              | Rol                      | Notes                                  | Ref.    |
| ------------ | ---------------------------------- | ------------------------ | -------------------------------------- | ------- |
| 2015         | Babilônia                          | Ella mateixa             | Episodi: "19 de março"                 |         |
| 2015         | Alto Astral                        | Ella mateixa             | Episodi: "4 de maio"                   |         |
| 2015         | Partiu Shopping                    | Ella mateixa             | Episodi: "Um Bonde Chamado Ostentação" |         |
| 2015         | I Love Paraisópolis                | Ella mateixa             | Episodi: "5 de outubro"                |         |
| 2015         | Lucky Ladies                       | Ella mateixa             | Mentora                                |         |
| 2015         | Vai que Cola                       | Tiziane Ribeiro / Toinha | Episodi: "A Herdeira"                  |         |
| 2015         | Hora do Faro                       | Presentadora especial    |                                        | [ 125 ] |
| 2016         | The Ride MTV                       | Presentadora especial    |                                        | [ 126 ] |
| 2016         | X Factor                           | Mentora                  |                                        | [ 127 ] |
| 2016         | Mister Brau                        | Rosinha                  | Episodi: "O Aniversário de Michele"    | [ 128 ] |
| 2016         | Truque VIP                         | Participant              |                                        | [ 129 ] |
| 2019         | Show dos Famosos                   | Participant              | Temporada 3                            |         |
| 2020         | SóTocaTop: Verão                   | Presentadora             |                                        |         |
| 2021-22      | The Voice +                        | Tècnica                  |                                        | [ 130 ] |
| 2021         | Ludmilla: Rainha da Favela         | Ella mateixa             |                                        | [ 131 ] |
| 2022–present | Arcanjo Renegado                   | Diana                    |                                        | [ 132 ] |
| 2023         | Mulheres Fantásticas               | Narradora                | Episodi: «Rosa Parks»                  | [ 133 ] |
| 2023         | Minha Mãe Cozinha Melhor que a Sua | Participant (3a)         | Temporada 1                            |         |
| 2023         | Vai na Fé                          | Ella mateixa             | Episodi: "13 de maio"                  | [ 134 ] |

### Cinema
| Any  | Títol              | Personatge   | Ref.    |
| ---- | ------------------ | ------------ | ------- |
| 2018 | O Amor Dá Trabalho | Iansã        |         |
| 2021 | Moscow             | Lud          |         |
| 2023 | Fast X             | Race Started | [ 135 ] |

## Premis
- Grammy Llatí: Millor àlbum de samba o pagode (2022)[136]
- Premis Multishow: Música "xiclet" (2019, Onda diferente); Millor cantant femenina (2019);[137] Cançó de l'any (2020, Verdinha);[138] Hit de l'any (2022, Maldivas)[139]
- MTV Miaw Brasil: Himne de l'any (2021, Rainha da favela); Millor artista musical (2022)[140]
- Melhores do Ano (TV Globo): Cançó de l'any (2015, Hoje)[141]
- Prêmio F5 (Folha de S.Paulo): Hit de l'any (2019)[142]